# Maison Fournaise

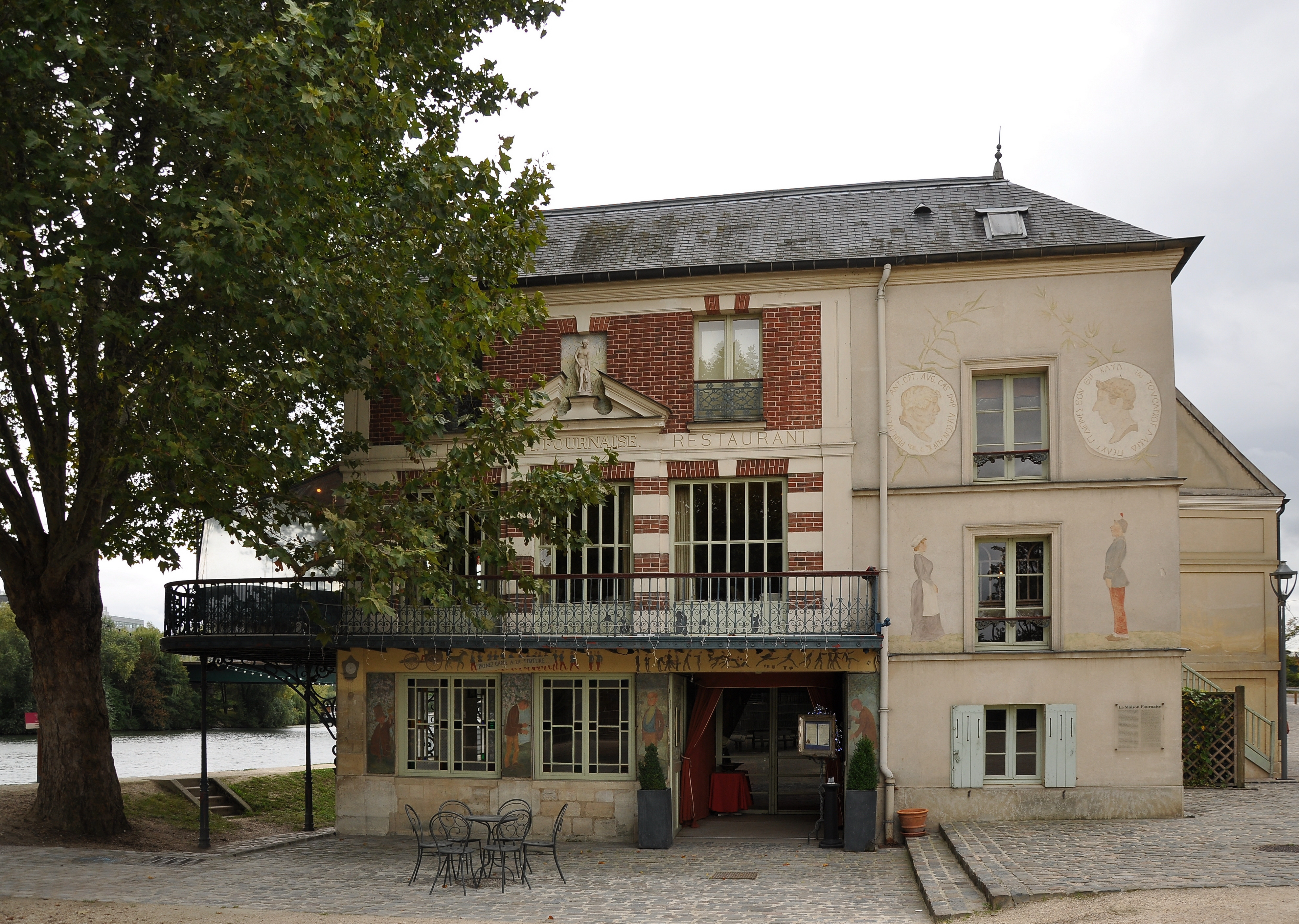
Maison Fournaise

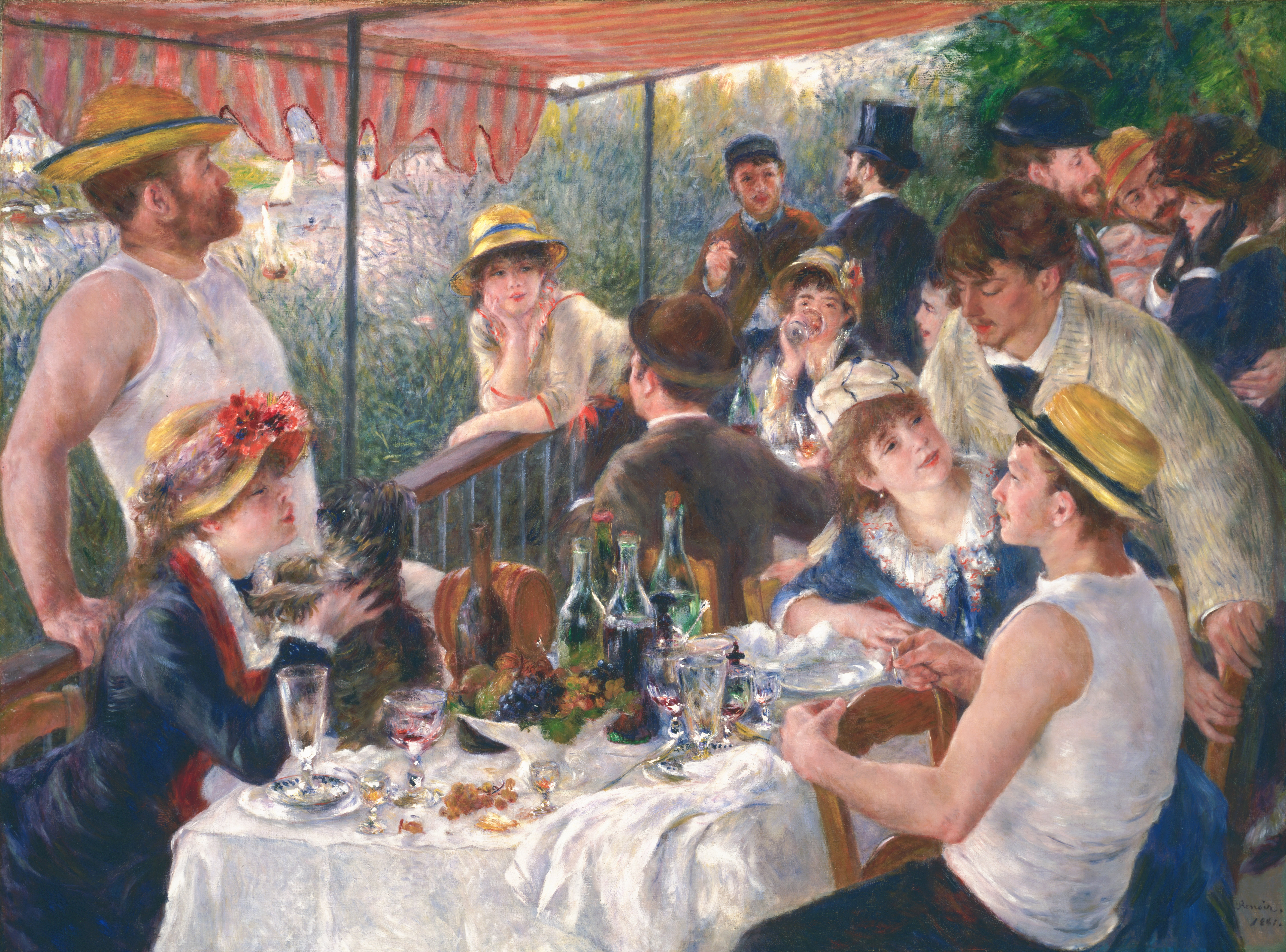
Das Frühstück der Ruderer von Pierre-Auguste Renoir

Das Maison Fournaise ist ein Restaurant und Museum auf der in der Seine gelegenen Île des Impressionnistes in Chatou, in der Rue du Bac Nr. 1, circa zehn Kilometer westlich von Paris. Seit 1982 ist es als Monument historique geschützt.

## Geschichte
Das aus dem Jahr 1844 stammende Haus wurde von Alphonse Fournaise 1857 übernommen und als Restaurant 1860 eröffnet. Die zunehmende Beliebtheit von Bootsausflügen auf der Seine in das damals noch ländlichere Chatou belebte das Geschäft, und 1877 baute Fournaise den berühmten Balkon, auf dem Pierre-Auguste Renoir seine Ruderer mit der Seine im Hintergrund frühstücken lässt. Das Lokal war Treffpunkt französischer Impressionisten wie Renoir, Claude Monet und Edgar Degas. Der Schriftsteller Guy de Maupassant war auch ein häufiger Gast im Maison Fournaise und beschreibt es in seiner Novelle La femme de Paul als restaurant Grillon. Um die Jahrhundertwende verdrängte die Begeisterung für das Radfahren das Rudern, und das Restaurant wurde 1906 geschlossen.
Von 1984 bis 1990 wurde das Maison Fournaise von der Gemeinde Chatou mit Unterstützung der Amis de la Maison Fournaise und den Friends of French Art aus Los Angeles restauriert und die Fassade hat heute wieder das Aussehen von 1880. Seit 1990 wird es wieder als Restaurant betrieben und das kommunale Museum wurde 1992 eröffnet.

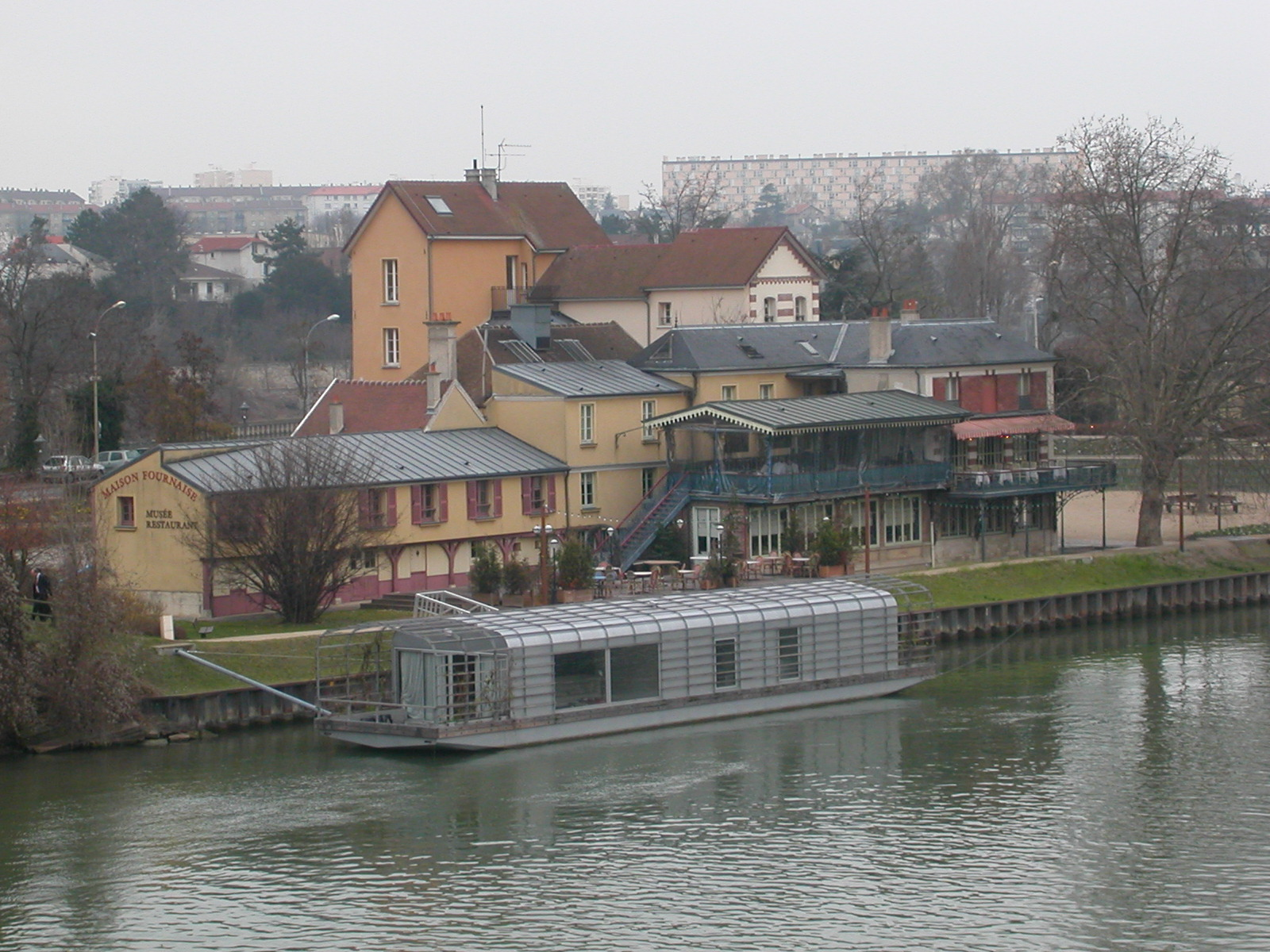
Das Maison Fournaise (Seine-Seite)
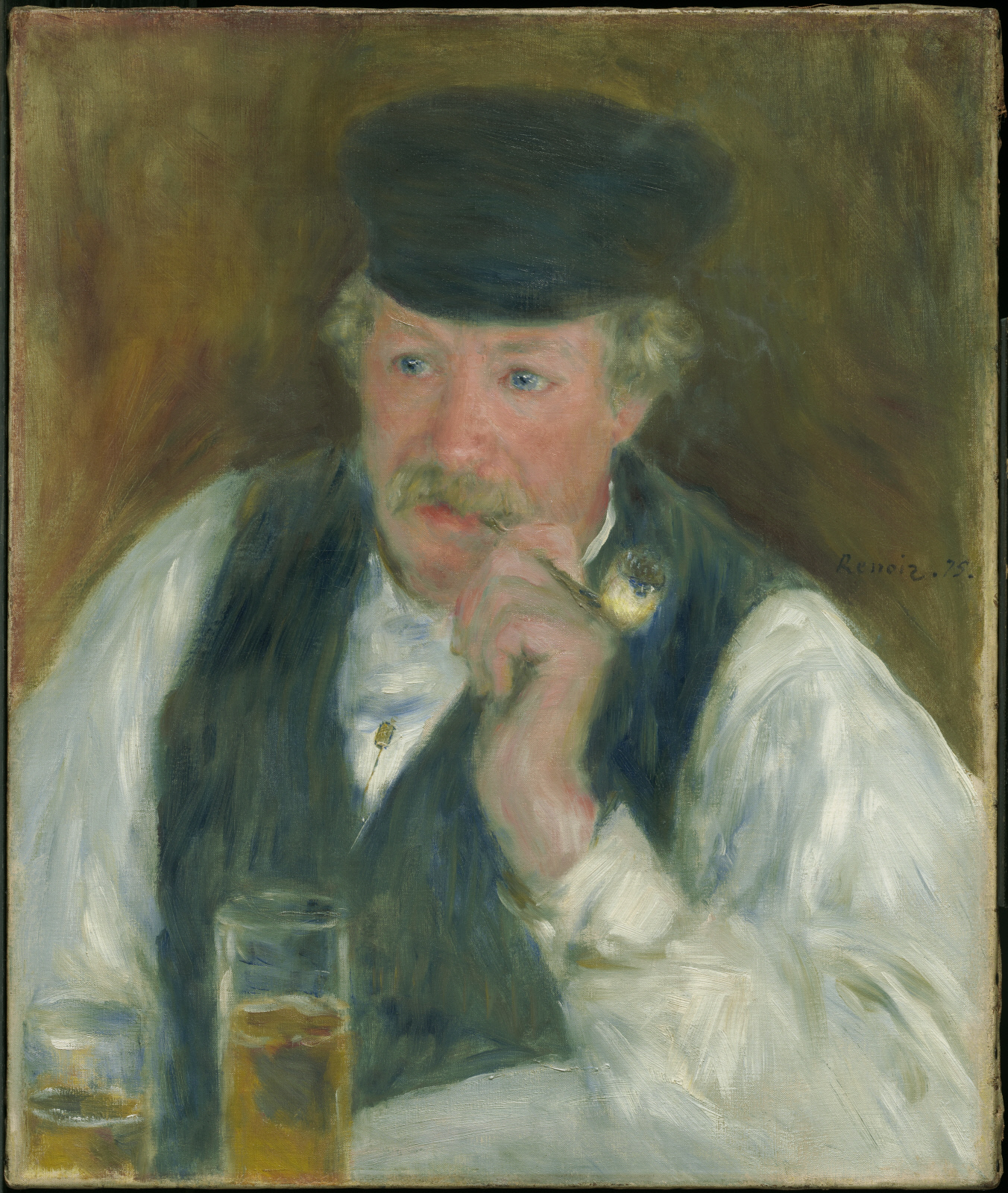
Alphonse Fournaise, porträtiert von Pierre-Auguste Renoir

## Nachweise
1. 1 2  Zur Geschichte (Memento vom 22. März 2012 im Internet Archive)

Koordinaten: 48° 53′ 22,6″ N, 2° 9′ 47,9″ O